# Valmacca
Valmacca (piemontesisch Varmaca oder Uarmaca) ist eine Gemeinde in der italienischen Provinz Alessandria (AL), Region Piemont.

## Lage und Einwohner
Die Gemeinde Vakmacca liegt knapp 30 Straßenkilometer nördlich von der Provinzhauptstadt Alessandria entfernt am Po, der hier, bei der Mündung der Sesia, ein großes Naturreservat (Riserva Naturale Speciale Confluenza del Sesia e del Grana) bildet. Das Gemeindegebiet umfasst eine Fläche von 12 km² und hat 976 (Stand 31. Dezember 2023) Einwohner. Östlich grenzt sie an die Lombardei.
Die Nachbargemeinden sind Bozzole, Breme (PV), Frassineto Po, Pomaro Monferrato, Sartirana Lomellina (PV) und Ticineto.

### Verkehrsanbindung
Im 6 km entfernten Borgo San Martino liegt der nächstgelegene Bahnhof an der Bahnstrecke Chivasso-Alessandria. Zur Autobahnauffahrt der Autostrada A26, kurz vor Casale Monferrato, sind es knapp 10 Kilometer.

## Geschichte

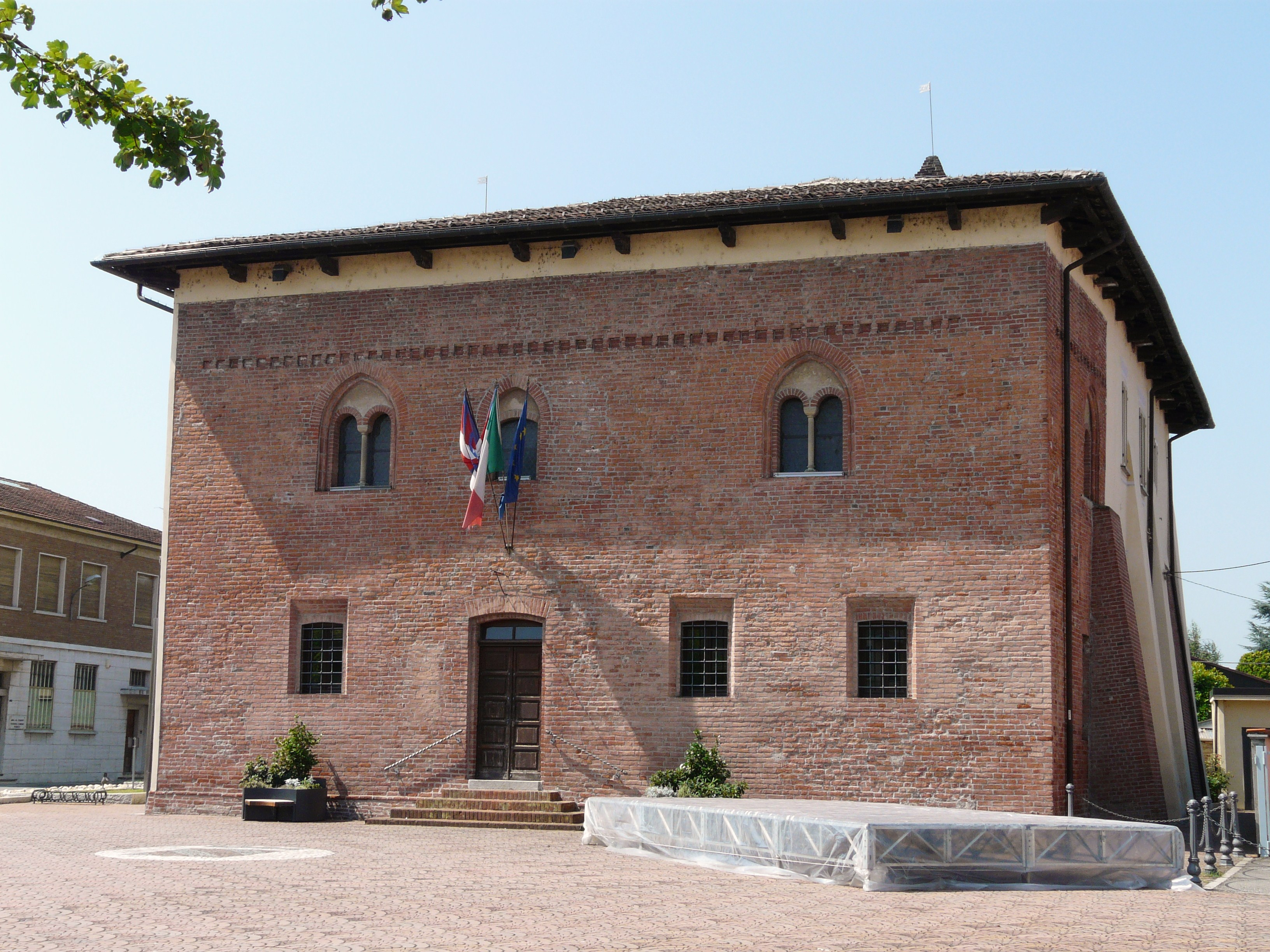
Gemeindeverwaltung

Die Ursprünge der Siedlung reichen bis ins Mittelalter zurück, wie aus einem kaiserlichen Diplom aus dem Jahr 1355 hervorgeht, in dem von der Übertragung seines Schlosses und seiner Stadt an Mitglieder der Familie der Grafen von Cavaglià die Rede ist. Nachdem diese gegen die Bischöfe von Vercelli um die örtlichen Besitztümer gekämpft hatten, kämpften sie nun gegen die Paleologi, die aufgrund ihrer Lage gegenüber der Lomellina und zwischen Casale und Valenza in ihren Territorien ein unverzichtbares militärisches Ziel sahen. Während des Kampfes zwischen Visconti und Monferrini beschlossen die Cavaglià, ihre Burgen an die Viscontis abzutreten.
In der Zwischenzeit, am Ende des 14. Jahrhunderts, verfiel das örtliche Geschlecht und die örtlichen Gebiete gingen an die Herren von Casale über. Anschließend wurde die lokale Regierung von verschiedenen örtlichen Herren ausgeübt, darunter der Rota, dem Montiglio, dem Sannazaro und der Coppa di Casale.

## Sehenswürdigkeiten
- Das alte Schloss wurde um 1100 erbaut und ist heute Sitz der Gemeindeverwaltung, ohne Türme und mit rechteckiger Form, das 1925 vom Ingenieur Tornielli im Auftrag der Fürsten Guasco Gallarati von Bisio restauriert wurde.[4]
- Die Pfarrkirche Mariä Geburt, die 1605 von Kardinal Federico Borromeo geweiht wurde und Gemälde von Caccias Töchtern sowie eine wertvolle Barockkanzel bewahrt.